# Odo cel Mare
Odo cel Mare sau Eudes cel Mare (Eudo) (d. 735) a fost duce de Aquitania din 700. Teritoriul său includea ducatul Vasconiei din sud-estul Galiei și ducatul de Aquitania (în acea perioadă situat la nord-est de râul Garonne, teritoriile sale erau de la râul Loara și până la munții Pirinei, cu capitala la Toulouse.

## Ascensiunea
Viața sa dinainte de a deveni conducător este obscură, precum etnia și familia sa. Mai mulți duci ai Aquitaniei se numeau ca și tatăl lui Odo: Boggis sau Bertrand, deoarece unii istoricii consideră a avea origini merovingine: probabil din Charibert al II-lea sau ducele Lupus I. Odo este, după carta frauduloasă Charte d'Alaon, fratele lui Hubertus.
Odo l-a succedat la tronul ducal poate mai devreme în 679, probabil, la data morții lui Lupus, sau în 688. Alte date sunt posibile, inclusiv 692, dar a fost cu siguranță conducător din 700.
Istoricul Jean de Jaurgain îl citează ca luptând în 711 împotriva vizigotului Roderic în Pamplona. În 715 s-a declarat independent în timpul războiului civil din Galia. Nu este probabil ca a obținut vreodată titlul de rege.
În 718, el apare ca ridicând o armată de basci, ca un aliat al lui Chilperic a II-lea de Neustria și a majordomului palatului, Ragenfrid, care i-ar fi putut recunoaște domnia sa peste Aquitaine. Au luptat împotriva majordomului austrasian a palatului, Charles Martel, dar după înfrângerea lui Chilperic la Soissons în acel an, el a făcut pace cu Charles, predându-l pe regel neustrian și comorile sale.

## Conflictele cu umayyazii
Odo a fost, de asemenea, obligat să lupte atât cu umayyazii, cât și cu francii care i-au invadat regatul. La data de 9 iunie 721, i-a provocat o mare înfrângere lui Al-Samh ibn Malik al-Khawlani în bătălia de la Toulouse, prima bătălie majoră pierdută de forțele Umayyad în campanie lor militară din Europa Occidentală, pierzându-și viața mii de soldați umayyazi.
Victoria eroică a fost sărbătorită cu daruri de la Papa, care l-a declarat pe ducele aquitanian un campion al creștinismului, consolidându-și independența. În scopul de a contribui la securizarea frontierelor sale cu umayyazii, și-a căsătorit fiica, Lampegia, cu berberul musulman rebel Uthman ibn Naissa, numit "Munuza" de franci, guvernatorul adjunct a ceea ce avea să devină mai târziu Catalonia.

### Bătălia de la Tours
În 731, francul Charles Martel, după ce i-a învins pe saxonii, și-a îndreptat atenția spre teritoriul rival din Aquitania, a denunțat alianța lui Odo cu Uthman ibn Naissa, a trecut Loara, rupând tratatul de pace cu Odo. Liderul franc a jefuit Aquitania de două ori, Odo angajându-și trupele în luptă cu francii, însă a fost învins. Dar Charles s-a întors la Francia.
Între timp, umayyazii își adunau forțele pentru a ataca aliatul lui Odo din regiunea Cerdanya  din Pirinei (probabil Catalonia), Uthman ibn Naissa. În 731, conducătorul berber a fost supus în campania condusă de Abdul Rahman Al Ghafiqi, ucigându-l, de asemenea, i-a capturat fiica lui Odo, trimițând-o prizonieră într-un harem din Damasc. Odo, ocupat cu apărarea de expansiunea francă a lui Charles, nu l-a putut ajuta pe aliatul său.
În 732, trupele lui Abdul Rahman Al Ghafiqi au jefuit și ocupat Țara Bascilor, avansând în continuare spre Bordeaux, jefuind orașul. Odo a încercat să se apere, dar a fost învins în apropiere de Bordeaux de umayyazi. În urma înfrângerii, Odo a fugit spre nord pentru a-l avertiza pe Charles Martel, majordom peste Neustria și Austrasia, de amenințare iminentă și de a face apel pentru asistență în combaterea avansului arab, care a primit în schimbul acceptării suzeranității france. Ducele, în vârstă de aproape 80 de ani, și-a reorganizat forțele sale împrăștiate, alăturându-le trupelor lui Charles Martel, care au luptat pe flancul franc stâng. Alianța i-a învins pe umayyazi în bătălia de la Tours în 732, respingându-i pe musulmani din Aquitania. Odo și-a condus trupele, jucând un rol important în distrugerea armatei musulmane.

## Moartea
Oddone a murit în 735. Data este confirmată de Annales Francorum Ludovici Dufour subliniind că, în același an, Charles Martel a invadat Țara Bascilor, în același timp 'Ex Chronico Sigeberti monachi afirmă că Odo și-a pierdut ducatul și viața. Odo, duce de Aquitania a fost succedat de fiul său cel mare, Hunaldo.

## Familia și copii
Odo a avut cu soția sa Valtrude, fiica lui Walchiso (fiul lui Arnulf de Metz), patru copii:
- Hunald, duce de Aquitania și Gasconia.
- Hattone, a murit după ce a fost orbit de fratele său Hunald.
- Remistan, nepotul său a fost primul conte de Toulouse.
- Lampagia, s-a căsătorit cu emirul Uthman ibn Naissa.